# Спурий Постумий Албин Магнус
Вижте пояснителната страница за други личности с името Спурий Постумий Албин.
Спурий Постумий Албин Магнус (на латински: Spurius Postumius Albinus Magnus) e политик на Римската република през 2 век пр.н.е.
През 148 пр.н.е. e избран за консул заедно с Луций Калпурний Пизон Цезонин. Той конструира по време на консулата си пътя Виа Постумия между Аквилея и Генуа.
Вероятно е баща на Спурий Постумий Албин (консул 110 пр.н.е.) и Авъл Постумий Албин (пропретор 110 пр.н.е.).